# Dwoisty Żleb (Dolina Wielicka)

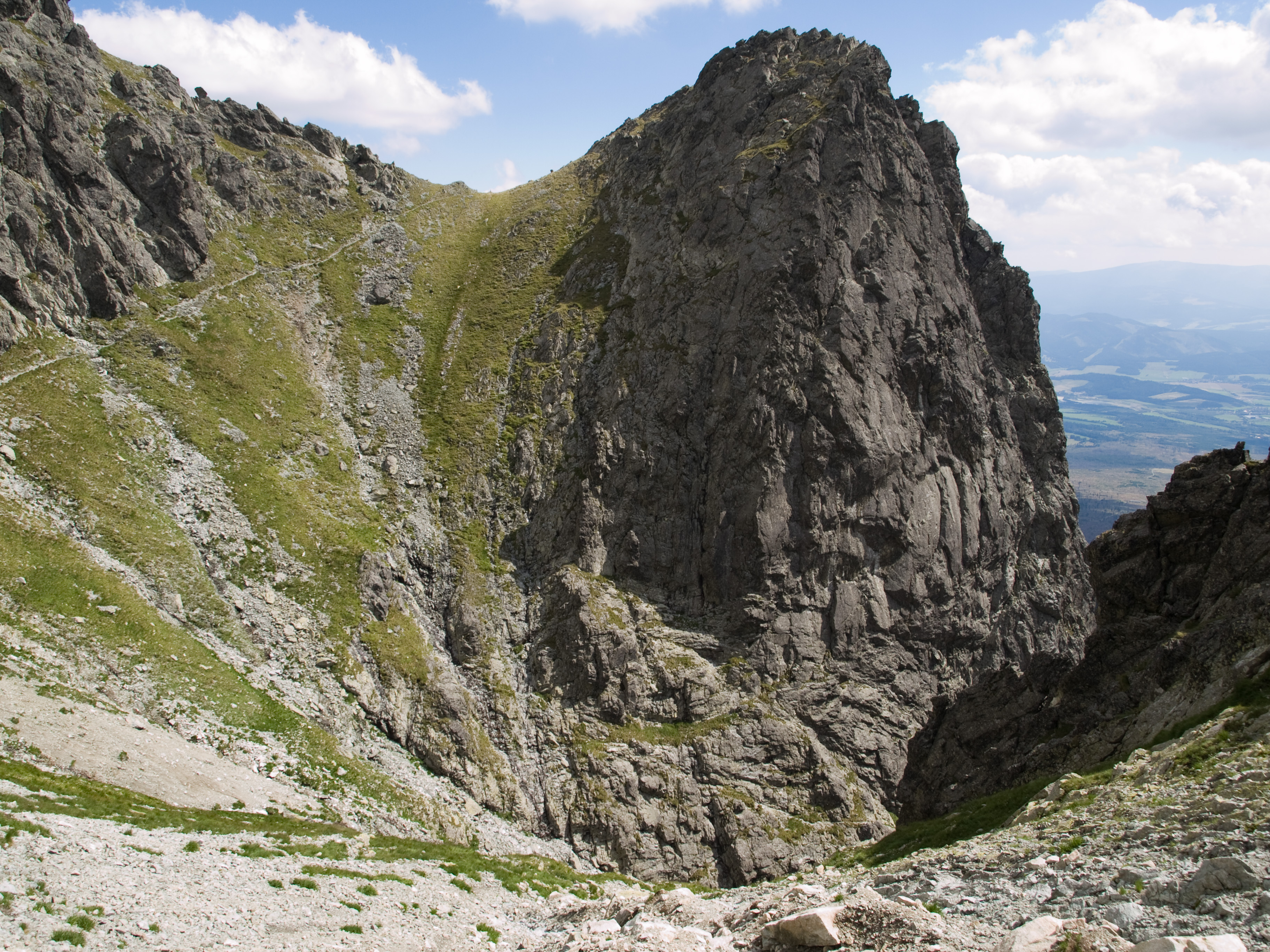
Dwoisty Kocioł – górne piętro Dwoistego Żlebu

Dwoisty Żleb (słow. Dvojitý žľab) – żleb w słowackich Tatrach Wysokich, będący orograficznie lewym odgałęzieniem Doliny Wielickiej. Jest to pierwszy od dołu z trzech wielkich żlebów (pozostałe to Granacki Żleb i Kwietnikowy Żleb) opadających do Doliny Wielickiej z Granackiej Ławki – systemu zachodów i półek biegnących wzdłuż południowo-zachodnich ścian Granatów Wielickich. Żleb pnie się z Wielickiego Ogrodu w kierunku Niżniej Granackiej Szczerbiny, ginie jednak w formacjach u podnóży zachodniej ściany Dwoistej Turni.
Górne piętro Dwoistego Żlebu przekształca się w Dwoisty Kocioł (Dvojitý kotol), natomiast w połowie wysokości pomiędzy nim a dnem doliny Dwoisty Żleb rozszerza się, tworząc Mały Dwoisty Kocioł (Malý Dvojitý kotol). Żleb oddziela od siebie turnie należące do grupy Granackich Baszt: Wielką Granacką Basztę na północnym zachodzie i Wielicką Basztę na południowym wschodzie. W Małym Dwoistym Kotle żleb zgodnie ze swoją nazwą (utworzoną jednak od dwuwierzchołkowej Dwoistej Turni) rozdwaja się – główna gałąź skierowana jest w stronę Niżniej Granackiej Szczerbiny, natomiast boczna ciągnie się ku Wyżniemu Granackiemu Przechodowi. Poniżej tego kotła żleb tworzy komin o wysokości 80 metrów. Między odnogami Dwoistego Żlebu położona jest Mała Granacka Baszta.
Pierwsze wejście żlebem na Niżnią Granacką Szczerbinę:
- letnie – Alfréd Grósz, 22 czerwca 1911 r.,
- zimowe – brak danych, prawdopodobnie przed 1960 r.[1]